# PFC Turan Tovuz
El Turan IK (en azerí: Turan İdman Klubu) es un equipo de fútbol de Azerbaiyán que milita en la Liga Premier de Azerbaiyán, la liga de fútbol más importante del país.

## Historia
Fue fundado en el año 1954 en la ciudad de Tovuz por Vidadi Ahmadov, siendo el primer equipo de fútbol a nivel profesional de Azerbaiyán en el año 1992, pero que desde 1997 ha experimentado problemas financieros, provocando que el equipo en los últimos años se ubique en los puestos bajos de la Liga Premier.
Es conocido por haber uno de los 3 equipos, junto al Neftchi Baku y el FK Qarabağ, en haber disputado todas las temporadas de la Liga Premier de Azerbaiyán desde la separación de la Unión Soviética, siendo campeón de la Liga en 1 ocasión, aunque esa marca terminó en la temporada 2012/13 al descender de la primera categoría por primera vez en su historia.
A nivel internacional ha participado en 1 torneo continental, en la Copa UEFA de 1994/95, en la que fue eliminado en la Ronda Preliminar por el Fenerbahçe SK de Turquía.

## Palmarés
- Liga Premier de Azerbaiyán: 1

1993/94
- Primera División de Azerbaiyán: 1

2016/17

## Participación en competiciones de la UEFA
| Temporada | Torneo    | Ronda      | Club          | Casa | Visita | Global |
| --------- | --------- | ---------- | ------------- | ---- | ------ | ------ |
| 1994/95   | Copa UEFA | Preliminar | Fenerbahçe SK | 0-2  | 0-5    | 0-7    |

## Entrenadores
- Zahid Huseynov (1992)
- Ruslan Abdullayev (1992–1993)
- Kazbek Tuayev (1993–1995)
- Khanoglan Abbasov (1995–2000)
- Boyukaga Agaev (2000–2001)
- Nizami Sadygov (2001–2002)
- Naci Şensoy (2002–2003)
- Nizami Sadygov (2003–2004)
- Naci Şensoy (2004–2005)
- Sakit Aliyev (2005–2007)
- Salahattin Darvand (2007–2008)
- Etimad Gurbanov (2008–2009)
- Nizami Sadygov (2009–2010)
- Sakit Aliyev (2010)
- Revaz Dzodzuashvili (2010)
- Naci Şensoy (2010–2011)
- Asgar Abdullayev (2011)
- Rasim Aliyev (2012)
- Afghan Talibov (2012–13)
- Nadir Nabiyev (2013–2014)
- Badri Kvaratskhelia (2014)
- Nizami Sadigov (2015–2016)
- Asgar Abdullayev (2016–presente)

## Jugadores

### Jugadores destacados
| - Sakit Aliyev - Gurban Gurbanov - Musa Gurbanov - Aftandil Hajiyev - Javid Huseynov - Vurgun Huseynov - Elvin Mammadov - Nadir Nabiyev - Vidadi Rzayev - Nizami Sadygov | - Rashad Sadygov - Martin Kerchev - Asen Nikolov |